# NGC 2521
NGC 2521 est une galaxie lenticulaire située dans la constellation du Lynx. NGC 2521 a été découverte par l'astronome britannique John Herschel en 1831.

## Caractéristiques
Sa vitesse par rapport au fond diffus cosmologique est de 5 619 ± 20 km/s, ce qui correspond à une distance de Hubble de 82,9 ± 5,8 Mpc (∼270 millions d'al).